# 奇想、天慟
《奇想、天慟》（日语：奇想、天を動かす）是日本推理作家島田莊司的推理小說，為其筆下的偵探吉敷竹史系列的小說。

## 故事概要
在北海道山間一列盯著風雪往北疾馳的列車中，出現了一個打扮陰森的小丑，跳著奇妙的舞蹈橫穿列車車廂。不久後一聲槍聲劃破寂靜，眾人在車廂廁所內發現小丑額頭中槍的恐怖屍體。但當30秒後廁所門再次被打開時，小丑的屍體居然憑空消失…… ——行川郁夫《小丑之謎》
1989年4月，淺草的一個流浪老人因區區12日元的消費稅而將商店街雜貨店的老闆娘櫻井佳子殺害。案情看似一目瞭然，但老人在偵訊過程中始終不發一言，令負責此案的搜查一課刑警吉敷竹史覺得別有隱情，於是展開了單獨調查。
原來，吉敷發現這個名叫行川郁夫的老人曾因綁票殺人罪入獄二十余年。而吉敷獲得的行川在獄中所創作的小說，更充滿著匪夷所思的異想天開。在進一步調查下，吉敷更得知行川和櫻井有著不尋常的關係；而三十多年前的北海道，竟真的發生過行川小說中所描述的情節……
隨著真相不斷浮現，吉敷逐漸接近三十年前那撼動上天的異想天開的瞬間……

## 登場人物

### 主要角色
吉敷 竹史（Yoshiki Takeshi）
東京搜查一課的刑警，接手調查流浪老人因消費稅殺人的案件。雖然表面看起來案情已一目瞭然，但仍覺得案件別有內情，於是不顧上司的激烈反對，獨自展開調查。
牛越 佐武郎（Ushikoshi Saburou）
札幌警局的警察，受吉敷所托，協助調查行川殺人案背後隱藏的真相。

### 案件相關
行川 郁夫（Namegawa Ikuo）
在京成線上吹口琴的著名的流浪老人。在淺草一帶生活，身材瘦小，衣著破爛，但吹出的口琴聲卻能打動人心。除此之外並不和人交流，沈默寡言，臉上雖帶著僵硬的笑容，但眼內卻充滿著怯懼和恐慌。
昭和36年（1961年）因綁架幼童撕票事件被捕，獲判無期徒刑入獄。在獄中曾受到非人虐待，但均默然忍受。服刑期間創作了《小丑之謎》、《白色巨人》等情節匪夷所思的偵探小說。
昭和62年（1987年）假釋出獄。
平成元年（1989年）4月，在小賣店買東西時被老闆娘索要消費稅，之後將老闆娘殺死。
櫻井 佳子（Sakurai Yoshiko）
淺草商店街一家雜貨店的老闆娘，平成元年（1989年）4月，向流浪的行川郁夫索要消費稅時被對方殺死。
自昭和33年（1958年）起受到源田大樓開發公司董事長的照顧，一直待在吉原的浮葉屋做事，後來獲源田董事長贈送淺草商店街一家店面。
年輕時非常貌美，曾在淺草商店街遊行時扮演「花魁」。
源田 平吾（Genda Heigo）
源田大樓開發公司前董事長，已故。
昭和32年（1957年）將公司從旭川遷至東京，之後一直照顧櫻井佳子。
吴下 精太郎（Goka Seitarou）
吳下馬戲團的負責人，知道行川和櫻井的過去。
杉浦 邦人（Sugiura Kunito）
昭和32年（1957年）在札沼線的登山鐵道列車上擔任車掌。在同年1月29日的暴風雪夜的札沼線上，同時遇到臥軌自殺事件、小丑在列車上被槍殺事件，以及列車脫軌事故。
德大寺 兼光（Tokudaiji Kanemitsu）
昭和32年（1957年）1月29日札沼線脫軌事故當晚，擔任司機的他被拋出車外後，看到了雙眼閃動紅光的白色巨人。事後他精神上受到了不可磨滅的創傷而產生了精神異常，無法正常工作而被迫辭職，之後一直隱居療養。

## 榮譽
- 週刊文春年度10大推理小說！
- 『這本推理小說真厲害！』年度TOP3！

## 外部連結
- （日語）http://www.kobunsha.com/shelf/book/isbn/9784334716622（页面存档备份，存于）
- （简体中文）豆瓣讀書：奇想、天慟（页面存档备份，存于）
- [1]